# Neopachyloides spinipes
Neopachyloides spinipes is een hooiwagen uit de familie Gonyleptidae.